# Тихе місце 2
«Тихе місце 2» (англ. A Quiet Place: Part II) — американський науково-фантастичний фільм жахів режисера Джона Кразінські. У головних ролях: Емілі Блант, Ноа Джуп, Міллісент Сіммондс і Кілліан Мерфі. Продовження фільму «Тихе місце». Прем'єра в Україні відбулася 27 травня 2021 року.

## Сюжет
За рік до подій першої частини родина Ебботтів відвідує бейсбольну гру свого сина Маркуса. В середині гри глядачі помічають палаючий предмет на небі, що мчить до Землі, і більшість із них тікають. Незабаром на місто нападають сліпі чужорідні істоти вкриті непроникною, схожою на броню шкірою і які використовують свій чутливий слух для орієнтування в просторі.
Підчас «сучасних» подій стрічки істоти вбили значну частину населення Землі, включаючи батька Ебботта Лі, який пожертвував собою, щоб врятувати свою вцілілу родину - дружину Евелін, глуху доньку Ріган, сина Маркуса та їх новонародженого сина. Ріган, яка виявила, що істоти вразливі до високочастотного звуку, розробляє метод передачі шуму свого кохлеарного імплантата слухового апарату через мікрофон і радіо, що дозволяє Евелін вбивати істот у їх уразливому стані.
Внаслідок знищення їхнього ізольованого будинку родина вирушає на пошук будь-яких інших людських спільнот, використовуючи портативний підсилювач гітари та мікрофон, щоб відбитися від істот. Потрапляючи в огороджену територію, Маркус потрапляє в пастку для ведмедів і його крики привертають істоту. Евелін вбиває істоту і звільняє сина. Родина тікає в занедбану сталеливарню, коли з’являється ще одна істота. Усередині ливарні вони натрапляють на Еммета, колишнього друга Лі, який неохоче бере їх у свій бункер під ливарним заводом. Маркус і Ріган виявляють радіосигнал, який у циклі відтворює пісню «Beyond the Sea». Ріган визначає, що це підказка, яка веде до спільноти вцілілих людей, до радіотехнічної вежі на сусідньому острові. Вона таємно наважується вирушити туди і передавати високочастотний шум, який видає її слуховий апарат, дозволяючи кожному, хто вловлює сигнал, використовувати його проти істот.
Дізнавшись, що Ріган пішла, Евелін благає Еммета повернути її. Після того, як він знаходить Ріган і рятує її від істоти, він каже їй, що обом треба повернутися. Однак Ріган пояснює йому свій план і апелює до його почуття обов'язку; він вирішує допомогти виконати її місію. Повернувшись до бункера Еммета, Евелін залишає Маркуса та немовля, щоб зібрати необхідні медичні засоби, включаючи кисень для дитини. Маркус досліджує ливарний завод і вражений виявленням трупа померлої дружини Еммета, випадково збиває деякі предмети, чим виказує істоті своє місцезнаходження. Намагаючись сховатися в бункері, він випадково замикає себе та дитину всередині.
Тим часом у пристані для яхт Еммет і Ріган шукають човен, щоб дістатися до острова. Коли вони стикаються з групою диких людей, які намагаються взяти Ріган з собою, Еммет навмисно прикликає двох істот, які вбивають диких людей. Одна істота тоне, а інша потрапляє в пастку на човні і Еммет розуміє, що вони не вміють плавати. Ріґан бере човен і обоє рятуються. Ріган та Еммет прибувають на острів, де знаходять колонію людей, що вижили і нормально живуть. Лідер громади пояснює, що коли уряд виявив нездатність істот плавати, Національна гвардія переселила якомога більше людей на острови, але коли люди почали егоїстично битися, щоб потрапити на борт, істоти напали і знищили всі човни, крім двох.
У Маркуса та дитини починає закінчуватися кисень і Маркус непритомніє. Вони майже задихаються до того, як Евелін повертається, дезорієнтує істоту капаючою водою та рятує їх. Ці троє ховаються всередині бункера, а істота чекає надворі.
Наступного дня Еммет виявляє, що істота приплила до острова на човні, перенесеному припливом. Вона з’являється і починає вбивати людей. Еммет, Ріган та вождь заманюють істоту на радіостанцію, але тварина все ж вбиває вождя і йде за Ріган та Емметом всередину. Еммета сильно поранено, коли він намагається відволікти істоту, але Ріган відтворює високий шум від її імплантату через внутрішні динаміки радіостанції, послаблюючи істоту. Одночасно в бункері Маркус підхоплює сигнал і направляє його через свою портативний радіоприймач, послаблюючи істоту, яка чекає надворі. Він стріляє і вбиває її револьвером Евелін. Ріган залишає свій слуховий апарат на мікрофоні радіостанції, дозволяючи кожному, хто підбере правильну частоту, використовувати шум для боротьби з істотами.

## В ролях
| Актор              | Роль              |
| ------------------ | ----------------- |
| Емілі Блант        | Евелін Ебботт     |
| Міллісент Сіммондс | Ріган Ебботт      |
| Ноа Джуп           | Маркус Ебботт     |
| Кілліан Мерфі      | Еммет             |
| Джимон Хонсу       | Людина на острові |
| Джон Кразінські    | Лі Ебботт         |
| Скут Макнейрі      | Marina Man        |

## Маркетинг
1 січня 2020 року представили перший повноцінний трейлер фільму тривалістю 2 хвилини 37 секунд.
31 січня представили другий трейлер, 3 лютого під час Супербоула  показали 30-секундний рекламний ролик.

## Сприйняття

### Касові збори
Касові збори «Тихого місця 2» у Сполучених Штатах і Канаді склали 160 072 261 долар, на інших територіях — 137 300 000, загалом у світі — 297 372 261 доларів. Виробничий бюджет фільму склав 61 мільйон доларів.

### Критика
Фільм отримав схвальні відгуки від критиків. На агрегаторі рецензій Rotten Tomatoes фільм має рейтинг 91 % (на основі 362 відгуків) і середню оцінку 7,5/10. На Metacritic стрічка має середній бал 71 зі 100 (на основі 54 рецензій).